# Euskaltzaindia
Euskaltzaindia (doslovno:"skupina čuvara baskijskog jezika", često prevedeno i kao Kraljevska akademija baskijskog jezika) je službena akademska regulatorna institucija za baskijski jezik. Ona provodi istraživanja o jeziku, vodeći računa o njegovj zaštiti, a uspostavlja standarde uporabe. Poznato je na španjolskom kao La Real Academia de la Lengua Vasca (jer je pod kraljevskim pokroviteljstvom španjolske monarhije, poput Real Academia Española) a na francuskom jeziku kao Académie de la Langue Basque. 

## Stvaranje
Euskaltzaindia je osnovana u sklopu baskijske renesanse (Eusko Pizkundea, 1876. – 1936.), u okviru Kongresa baskijskih studija održanog u Oñatiju godine 1918, u vrijeme kada je baskijski jezik proglašen središnjom kulturnom vrijednosti koju treba zaštititi i promicati. Važne figure iz 19. stoljeća, već su zahtijevali osnivanje akademije za obranu jeziku (Ulibarri, 1832 ; Aizkibel, 1856 ; d'Abbadie i Duvoisin, 1862.; Jose Manterola, 1880. i Artiñano, 1886), i tako je bilo tijekom prva dva desetljeća 20. stoljeća, kada su razne osobe - neki znanstvenici i neke popularn osobe - također isticale potrebu njegovog neposrednog stvaranja. Znanstveni doprinosi velikih stranih figura (Louis Lucien Bonaparte, Van eys, Hugo Schuchardt, Dodgson, Gavel i sl. ), a onih iz zemlje (Arturo Campion, Azkue, Urquijo i sl.), kao i izričit zahtjev dijela organizacija lojalnih baskijskom jeziku   (primjerice, Eusko Esnalea) stvorili su povoljnu klimu među tijela javne uprave za uspostavljanje akademiju .
Prva inicijativa u ovom smjeru je došla iz pokrajinske vlade Biskaje, kojoj su se naknadno pridružili (1918.), ostale tri pokrajinske vlade u poluotočnom dijelu Baskije sa Statutom koji je odobren a Euskaltzaindia pravno utemeljena je u listopadu 1919. Godinu dana kasnije je lansiran njihov časopis " Euskera ", službeni organ za objavu pravila i istraživačkih radova, koji je preživio do današnjih dana.
Trenutni unutarnji ustroj i organizacija može se sažeti na sljedeći način : Akademijom upravlja vladajuće tijelo sastavljeno od predsjednika, zamjenika predsjednika, tajnika i blagajnika. Čelnici sektora za istraživanje i čuvanje su također članovi. Plenarne sjednice moraju se održati najmanje jednom mjesečno. Pod aktualnim pravilima Akademija ima 24 punopravnih članova i neograničen broj dopisnih članova. Akademija je prisutna na cijelom području gdje se koristi baskijski, sa sjedištem u Bilbau i regionalnim uredima u Bajoni, Donostiji, Iruñei - Pamploni i Vitoriji-Gasteizu. 

## Ciljevi
Akademijini statut postavio je ciljeve institucije, prvi put objavljene 1920. Ti su članci više puta bili reformirani radi prilagođavanja institucije jezikoslovnim i kulturnim okolnostima vremena. Međutim, početni statut koji definira Euskaltzaindijine krajnje ciljeve jednostavno su usvajani   tijekom godina, uz nove pojedinosti koje su se dodavale kad je to bilo potrebno (npr. Članak 1. 1976.). Ciljevi Akademije postavljeni su u izvornom statutu na ovaj način :
Članak 1. - Cilj ove institucije je bdjeti nad baskijskim jezikom, obraćajući posebnu pozornost na njegovu promociju, kako filološki tako i društveno .
Članak 2. - U skladu s tim, Akademija se bavi obama ovim područja u svojim sekcijama: Istraživački odsjek, zaštitnički odsjek, s članovima koji pripadaju obama.
Stoga je jasno da se rad Euskaltzaindije tiče i   korpusa i statusa jezika. Od tada akademija je zadržala ta dva dijela za obaviti svoju misiju .

## Povijest
U desetljeće i pol prije Španjolskog građanskog rata (1919. – 1936.),  Akademija je uspjela konsolidirati se kao institucija i postaviti o svom projektu promicanja rođenje standardnog književnog jezika, iako nije bio u mogućnosti osigurati preciznu, čvrstu akademsku formulaciju za tu svrhu. S druge strane, njegov rad u tom razdoblju znatno pridonijele boljem razumijevanju jezika kroz studije Resurrección María de Azkue  (Morfología Vasca, 1923. – 1934.) i dalekosežnim istraživanjima među govornicima jezika (Erizkundi Irukoitza, od 1922. pa nadalje). Časopis "Euskera " je vjerodostojan svjedok obavljenog posla u to vrijeme.
Godine 1936. i u godinama koje su uslijedile, pod jezičnom politikom Francove Španjolske Akademijine su prethodne aktivnosti utihnule   dok Azkue, u suradnji s Federicom Krutwigom, nije bio u mogućnosti bojažljivo obnoviti   akademski život početkom 1950-ih. Statut udruge je reformiran godine 1954., novi punopravni članovi su izabrani te od 1956 na Akademiji počeli uživati u primirenijem djelovanju, kako u svojim unutarnjim poslovima tako i u svojim javnim skupovima i otvorenima sastancima ( prvi poslijeratni kongres: Arantzazu, 1956) .
Sljedeće desetljeće (1956. – 1968.) poklopilo se s novom generacijom suradnika,  povećanjem uvođenja baskijskog u dvojezičnim nedržavnim školama (ikastolak), oživljavanje tiska na baskijskom jeziku i prvih pokušaja podučavanja osnovnu pismenost na baskijskom, među ostalim inicijativama.

## Euskara Batua
Euskaltzaindia je bila vokal i aktivan zagovornik uvođenja jedinstvenog dijalekta baskijskog jeziku ž, poznatog kao " Euskara Batua ", ili ujedinjeni baskijski. Baskijski je obično bio podijeljen u 8 različitih dijalekata, varirajući u   razini međusobne razumljivosti. Prvu dijalektalnu analizu učinio je Louis Lucien Bonaparte. Međutim, mnogi ljudi su vidjeli to kao slabost u borbi jezika za opstanak u svijetu u kojem su manjinski jezici koji se govore nestali pod službenim jezicima svake države. Nakon što je stoljećima pritiskivan od španjolskog i francuskog, a pod vlašću Franca dolazi blizu izumiranja, Akademija je osjetila potrebu za stvaranjem jedinstvenog dijalekta baskijskog, dajući jeziku veće šanse za preživljavanje. Nova dijalekt baskijskog uvelike se zasnivao temeljio se na gipuskoanskom dijalektu Donostije- San Sebastiana -dijalektu najbogatije književne baštine .
Arantzazu Kongres iz 1968. utvrdio je osnovne smjernice za postizanje tog cilja na sustavan način (leksikon, morfologiju, deklinaciju i pravopis). Daljnji korak je poduzet 1973. s prijedlogom uspostave standardne konjugacije.
Rasprava koja proizlazi iz tog novog seta standardnih jezičnih pravila (1968. – 1976.) nije ga spriječila postati sve prihvaćeniji u nastavi, mediji i upravi (1976. – 1983.), u kontekstu rastuće regionalne vlade (Statut autonomije u Euskadi, 1979; Poboljšana Povelja Navare, 1982). Mnogi ljudi, međutim, i dalje se protive nametanje jedinstvenog baskijskog jezika.
Euskaltzaindia savjetuje baskijsku upravu želeći poslužbeniti baskijska imena mjesta. To financiraju biskajske, gipuskoanske, alaveške, navareške, španjolske i francuske vlasti za kulturu.    

## Vanjske poveznice
- službena stranica